# 뱅슈 사육제

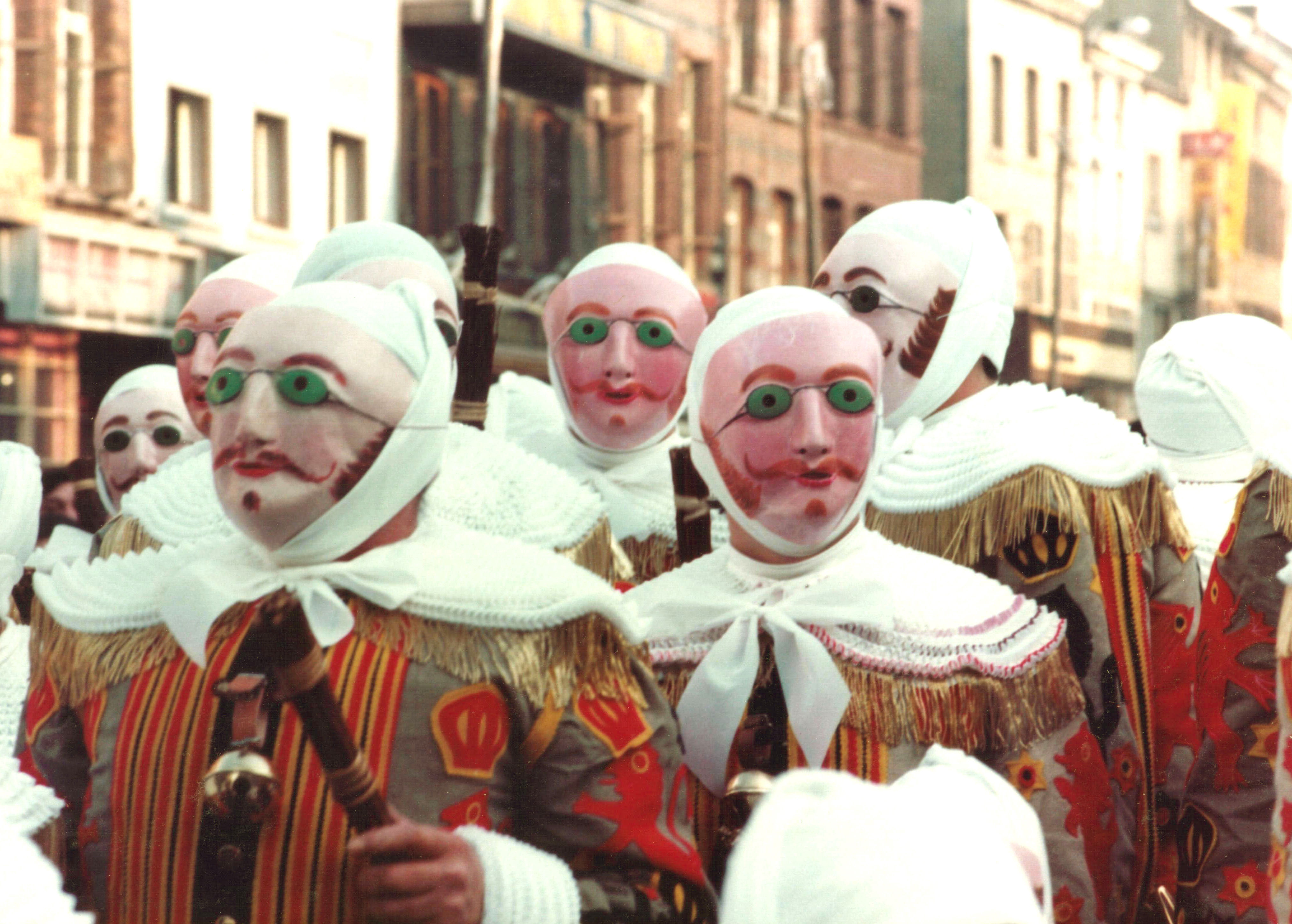
뱅슈 사육재

뱅슈 사육제(프랑스어: Carnaval de Binche)은 벨기에 뱅슈에서 재의 수요일 전 일, 월, 화요일에 열리는 사육제다. 2003년, 인류무형문화유산에 등재되었다.